# Luederia
Luederia è un genere estinto di pesci ossei della classe Actinopterygii, appartenente all’ordine dei Palaeonisciformes. Il genere è noto per un'unica specie descritta, †Luederia kempi, sulla base di un singolo esemplare proveniente da terreni del Permiano inferiore (Leonardiano) nel Texas, Stati Uniti.

## Descrizione
Luederia kempi è un grande rappresentante dei palaeonisciformi, con dimensioni che approssimano quelle di Scanilepis dubia (quasi un metro di lunghezza) sulla base delle proporzioni del neurocranio. Questo presenta caratteristiche anatomiche uniche rispetto agli altri membri dell’ordine, in particolare per la presenza di processi articolari etmoidali ben definiti per gli autopalatini, solchi aortici evidenti e articolazioni per i primi infrafaringobranchiali situate lateralmente all’estensione posteriore del parasfenoide. Sono inoltre presenti profonde fosse sub-epiotiche, delimitate ventrolateralmente da prominenti processi craniospinali.
Una delle peculiarità più rilevanti del genere è la presenza di un elemento mediano rostrale associato, con funzioni di supporto dentale e canale sensoriale, ma privo di margini orbitali. Questo elemento contribuisce alla distinzione anatomica del genere rispetto ad altri pesci ossei paleozoici.

## Classificazione
Il genere †Luederia è stato descritto per la prima volta nel 1978, sulla base di un singolo esemplare (olotipo AMNH 8998) consistente in un neurocranio completo con l’elemento rostrale associato. È stato rinvenuto nella Formazione Lueders, membro calcareo Maybelle Aa2, risalente al Permiano inferiore (Leonardiano) della contea di Baylor, Texas, a circa 200 metri a sud della diga del Lago Kemp.
Luederia è collocato tra i Palaeonisciformes, un gruppo parafiletico di attinotterigi arcaici. Tuttavia, la sua collocazione sistematica precisa resta incerta e per questo è indicato come incertae sedis all’interno dell’ordine. Le caratteristiche del neurocranio indicano una morfologia avanzata o comunque distinta rispetto ad altri membri noti del gruppo, suggerendo una posizione filogenetica potenzialmente isolata.

## Etimologia
Il nome del genere, Luederia, deriva dalla Formazione Lueders, da cui proviene il fossile. Il nome specifico, kempi, fa riferimento al Lago Kemp, vicino al luogo del ritrovamento.